# Zvane Črnja
Zvane Črnja (Črnji kraj Žminja, 8. listopada 1920. – Zagreb, 26. veljače 1991.) bio je istaknuti hrvatski pjesnik, kulturni povjesničar i publicist. Smatra ga se jednim od najznačajnijih Istrana 20. stoljeća. Pisao je pod pseudonimima Osip Suri, Barba Zvane, Filus i dr.

## Životopis
Osnovnu školu pohađa i završava 1931. na talijanskom jeziku u Žminju. Bježeći pred fašizmom, godine 1931. s obitelji se seli na tadašnju jugoslavensko-talijansku granicu na Rječini. Na Sušaku nastavlja osnovno školovanje do 1932., a zatim upisuje srednju građansku školu i trgovačku akademiju, koje završava 1940. godine. Prvim pjesničkim i proznim radovima javlja se 1938. u zagrebačkoj “Istri” i sušačkome “Primorju”. Djelovao je u antifašističkom pokretu istarskih emigranata. Početkom lipnja 1938. u Zagrebu je osnovao Istarsku revolucionarnu organizaciju Mlada Istra i uređivao njezino ilegalno glasilo “Sloboda”. Godine 1940. upisuje se na Ekonomsko-komercijalnu visoku školu u Zagrebu. Sudionik je Narodno-oslobodilačkog pokreta 1941. – 1945. Tijekom rata u Istri i Gorskome kotaru uređuje “Goranski vjesnik” i “Hrvatski list”, a nakon oslobođenja glavni je i odgovorni urednik “Glasa Istre”,  "Ilustriranog vjesnika" i "Vjesnika", te urednik “Epohe”, "Dometa" i "Mosta”.
Godine 1948. godine završio je na Golom otoku. Odatle je pušten nakon nekoliko mjeseci; poslije je uspio obnoviti društveni ugled, te se govorilo da je na Golom otoku bio u istražnom zatvoru - što je bio način da ga se "pomiluje" od socijalno krajnje neugodne asocijacije za tzv. "informbiroovcima".
Na Pravnome fakultetu Sveučilišta u Zagrebu studirao je i apsolvirao pravo (1950. – 1954.).
Godine 1969. Zvane Črnja u Žminju utemeljuje uglednu kulturnu organizaciju Čakavski sabor, čiji je tajnik do 1977. Godine 1979. pokreće reprezentativan nakladnički projekt antologijsko-enciklopedijskih domašaja "Istru kroz stoljeća" u kojoj je u 10 kola kao glavni i odgovorni urednik potpisao 60 knjiga. Kao autor i polihistor snažnog i osebujnog nadahnuća pisao je kulturno-povijesne i književne eseje i studije, poeziju i memoarsku prozu, duboko inspirirane Istrom, njezinim čakavskim idiomom i hrvatskom kulturnom i političkom poviješću.
O književnom djelu Zvana Črnje opsežnu je monografsku studiju pod naslovom “Bartuljska jabuka” objavio Boris Biletić.
Potpisnik je Izjave Čakavskog sabora protiv regionalnog izjašnjavanja na popisu stanovništva 1971., objavljene 30. siječnja 1971.
Njemu u čast danas se zove nagrada za najbolju knjigu eseja objavljenu u Hrvatskoj, nagrada Zvane Črnja.

#### Poezija
- "Istrijanska zemlja" (u suautorstvu s Ivanom Bostjančićem, s predgovorom Mate Balote, Istarska naklada, Zagreb, 1940.), pjesme,
- "Raša će dati srce" (Izd. OOJSRNJ za Istru i Rijeku, Rijeka, 1947.), poema,
- "Priča o zemlji ilirskoj" (Barba Zvane) (Naklada suvremene tehnike, Zagreb, 1953.), ilustrirana poema za djecu,
- "Žminjski libar, va viersah hrvackeh složen" (Pododbor Matice hrvatske u Rijeci i Puli, 1966.), poezija,
- "Bezak na tovare" (“Mladost”, Zagreb, 1976.), poezija,
- "Izabrane pjesme" (Čakavski sabor, Split, 1977.),
- "Priča o zemlji Iliriji" (Školska knjiga, Zagreb, 1981.), poema za djecu i mladež,
- "Sabrane pjesme" (Čakavski sabor i dr., Pula-Rijeka, 1981.),
- "One dvi naranče" (“Otokar Keršovani”, Opatija, 1988.), pjesme,
- "Priča o zemlji Iliriji" (“Otokar Keršovani”, Opatija, 1994.), poema za djecu i mladež,
- "Balade i romace" (Zavičajna naklada “Žakan Juri”, Pula, 2001.), pjesme, s pogovorom Alda Klimana, ISBN 953-6487-17-9

#### Proza
- “Dvi beside” (pod pseudonimom Osip Suri; “Glas Istre”, Rijeka, 1945.), pripovijesti,
- "Obećana zemlja" (“Glas Istre”, Pula, 1978.), memoari,
- "Obećana zemlja" (“Otokar Keršovani”, Opatija, 1988.), memoari,
- "Život u žrvnju" (Zavičajna naklada “Žakan Juri”, Pula, 1997.), autobiografska proza, ISBN 953-6487-09-8
- "Istrani" (“Nova Istra”, Pula, 1998. – 2003.), dramsko-prozna cjelina

#### Ogledi i eseji
- "Hrvatski don Kihoti" (“Otokar Keršovan”i, Rijeka, 1971.), ogledi i polemike,
- "Pogledi iz provincije" (Čakavski sabor, Pula,1978.), ogledi,
- "Sukobi oko Krleže" (“Oslobođenje”, Sarajevo - “Mladost”, Zagreb, 1983.), ogledi i polemike,
- "Četrdeset godina poslije" (“Otokar Keršovani”, Opatija, 1988.), ogledi,
- "Eseji" (“Otokar Keršovani”, Opatija, 1988.),
- "Na poligonu" (“Otokar Keršovani”, Opatija, 1988.), ogledi

#### Dramski tekstovi, knjige snimanja
- “Posljednji odred” (M. Katić i F. Hanžeković; Jadran-film, Zagreb, 1948.), knjiga snimanja,
- "U krvi rođeno" (Matica hrvatska, Zagreb, 1948.), filmski scenarij za Posljednji odred,
- "Šćavuni" (Istarska naklada, Pula, 1987.), dramski tekstovi “Zašto si tužan, Clovio?” (TV-roman) i “Marule moj” (Hod pod zvijezdama u četiri prikazanja),
- "Zašto si tužan, Clovio?" (“Otokar Keršovani”, Opatija, 1988.), TV drama

#### Knjige za djecu i mladež
- "Priča o zemlji ilirskoj" (Barba Zvane) (Naklada suvremene tehnike, Zagreb, 1953.), ilustrirana poema za djecu,
- "Priča o zemlji Iliriji" (Školska knjiga, Zagreb, 1981.), poema za djecu i mladež,
- "Priča o zemlji Iliriji" (“Otokar Keršovani”, Opatija, 1994.), poema za djecu i mladež

#### Antologije
- “Korablja začinjavaca u versih hrvacki složena, cvitjem opkićena po zakonu dobrih poet” (s Ivom Mihovilovićem; Dometi, Rijeka, 1969.), antologija čakavske poezije

#### Monografije, publicistika
- “Kulturna historija Hrvatske” (“Epoha”, Zagreb, 1965.), monografija,
- "Knjiga o Istri" (suautorstvo s Miroslavom Bertošom et al., Školska knjiga, Zagreb,1968.), publicistika,
- "Hrvatska" (na hrvatskom, francuskom, njemačkom, engleskom i ruskom; Jugoslavenska revija, Beograd, 1976.), publicistika,
- “Kulturna povijest Hrvatske I-III” (“Otokar Keršovani”, Opatija, 1978.), monografija,
- "Kulturna povijest Hrvatske I-II” (“Otokar Keršovani, Opatija, 1988.), monografija

#### Filmologija
- “Zvijezde bez maske” (“Epoha”, Zagreb, 1961.), priručnik o razvojnom putu filma,
- “Filmska umjetnost” (Školska knjiga, Zagreb, 1962.), priručnik za filmski odgoj

#### Knjige na drugim jezicima
- “Cultural History of Croatia” (preveo Vladimir Ivir; Office of information, Zagreb, 1962.), monografija,* “Istorija horvatskoj kul'turi” (prijevod Petra Gljebova; Sekretarijat za informacije SR Hrvatske, Zagreb, 1965.), monografija
- "Histoire de la culture croate” (prevela Janine Matillon; Sekretarijat za informacije SR Hrvatske, Zagreb, 1966.), monografija,
- “Conoscere la Croazia” (preveo Mario Kinel; Sekretarijat za informacije SR Hrvatske, Zagreb, 1967.), publicistika,
- “Get To Know Croatia” (preveo Vladimir Ivir; Sekretarijat za informacije SR Hrvatske, Zagreb 1967.), publicistika,
- “Sotto el lodogno” (Liriche ciakave scelte ricantate in dialetto veneto-istriano da Giacomo Scotti, Dometi, Rijeka, 1971.), izbor pjesama na istro-venetskom dijalektu,
- “Storia della cultura croata” (preveo Giacomo Scotti; Dometi, Rijeka, 1972.), monografija

#### Prijevodi
- Eduardo de Filippo: “Milijunaški Napulj” (1954.), prijevod s talijanskog,
- Alexandre Dumas: “Tri mušketira” (u dva dijela, “Globus media”, Zagreb, 2005.), prijevod s francuskog